# 알렉산드라 브라운
알렉산드라 브라운(Alexandra Braun, 1983년 5월 19일 ~ )은 베네수엘라의 미인 대회 우승자, 모델, 배우이다. 2005 미스 베네수엘라, 미스 어스 우승자이다.